# Anthony Heald
Anthony Heald (Nueva Rochelle, Nueva York, 25 de agosto de 1944) es un actor estadounidense.
Trabajó en películas como Prueba de vida, The Silence of the Lambs, Red Dragon, X-Men: The Last Stand, 8mm y su debut en cines en Silkwood. Participó en la serie estadounidense Boston Public en el rol del subdirector Scott Guber entre el año 2000 y 2004. Ha tenido participaciones como invitado en series como The X-Files, Frasier, realizando cameo de su personaje Guber en El practicante, Numb3rs, NCIS, Crossing Jordan, The Closer, Boston Legal, entre otras.
Heald vive en Ashland, Oregon con su esposa Robin y sus hijos Zoe y Dylan. Se convirtió al judaísmo, la religión de su esposa.

## Filmografía
- Another World (1964)
- One life to live (1968)
- Judge Horton and the Scottsboro Boys (1976)
- Silkwood (1983)
- Teachers (1984)
- Spencer: For Hire (1985)
- Miami Vice (1985)
- Tales from the Darkside (1986)
- A Case of Deadly Force (1986)
- Kay O'Brien (1986)
- Fresno (1986)
- Guiding Light (1986)
- Outrageous Fortune (1987)
- Crime Story (1987)
- Happy New Year (1987)
- Orphans (1987)
- Postcards from the Edge (1990)
- Against the Law (1991)
- The Silence of the Lambs (1991)
- CBS Schoolbreak Special (1991)
- The Super (1991)

- Whispers in the Dark (1992)
- Class of '96 (1993)
- Cheers (1993)
- Searching for Bobby Fischer (1993)
- The Ballad of Little Jo (1993)
- The Pelican Brief (1993)
- The Client (1994)
- Murder, She Wrote (1994)
- Under Suspicion (1994)
- Law & Order (1991 - 1994)
- Kiss of Death (1995)
- Bushwhacked (1995)
- New York News (1995)
- Poltergeist: The legacy (1996)
- A Time to Kill (1996)
- Cosby (1997)
- Liberty! The American Revolution (1997)
- Deep Rising (1998)
- 8mm (1999)
- The X-Files (2000)
- Frasier (2000)
- Proof of Life (2000)
- The Practice (2000 - 2001)
- The Ruby Princess Runs Away (2001)
- Benjamin Franklin (2002)
- Red Dragon (2002)
- Boston Public (2000 - 2004)
- Revenge of the Middle-Aged Woman (2004)
- Numb3rs (2005)
- NCIS (2005)
- According to Jim (2005)
- Crossing Jordan (2006)
- X-Men: The Last Stand (2006)
- The Closer (2006)
- Accepted (2006)
- Boston Legal (2005 - 2008)
- Monday Mornings (2013)
- Sam & Cat (2014)
- The Stairs (2015)
- Alone (2020)